# Tobias Reußwig
Tobias Reußwig (* 1989 in Hagen) ist ein deutscher Schriftsteller.

## Leben und Werk
Tobias Reußwig wuchs in Nienburg/Weser auf. Nach dem Abitur zog er nach Greifswald und studierte von 2008 bis 2015 Germanistik, Skandinavistik und Literaturwissenschaft. In Greifswald arbeitet als freier Schriftsteller und Literaturübersetzer aus dem Englischen sowie als Nachhilfelehrer. 2016 erfolgte mit teersalzgekrönt sein Lyrikdebüt bei Mückenschwein in Stralsund. Im selben Jahr erschien Joey Comeaus Lockpick Pornography als seine erste Romanübersetzung bei Luftschacht in Wien. Für seinen Gedichtzyklus der Körper lügt erhielt er den Literaturpreis Mecklenburg-Vorpommern 2020. Reußwig wird gemeinsam mit Matthias Friedrich, Berit Glanz, Dirk Uwe Hansen, Christoph Georg Rohrbach und Slata Roschal zu den Autorinnen und Autoren der sogenannten „Greifswalder Schule“ gezählt.
Weiterhin übersetzte er von Joey Comeau Überqualifiziert (2018) und Malagash (2021). Seine Übersetzung von Malagash wurde für den Deutschen Jugendliteraturpreis 2022 nominiert.

## Werke

### Eigenständige Publikation
- teersalzgekrönt. Gedichte, Mückenschwein Verlag, Stralsund 2016.

### Übersetzungen aus dem Englischen
- Joey Comeau, Malagash. Roman, übersetzt von Tobias Reußwig. Luftschacht, Wien 2021, ISBN 978-3-903081-51-2.
- Joey Comeau, Überqualifiziert. Roman, übersetzt von Tobias Reußwig. Luftschacht, Wien 2018, ISBN 978-3-903081-20-8.
- Joey Comeau, Lockpick Pornography. Roman, übersetzt von Tobias Reußwig. Luftschacht, Wien 2016, ISBN 978-3-902844-92-7.

## Auszeichnungen und Stipendien
- 2022:  Nominierung der Übersetzung von Joey Comeaus Malagash für den Deutschen Jugendliteraturpreis
- 2021: Aufenthaltsstipendium am Literarischen Colloquium Berlin (LCB)[4]
- 2020: Auszeichnung mit dem Jury-Preis beim Literaturpreis Mecklenburg-Vorpommern[5]
- 2016/17: Stipendiat des Hieronymusprogramms des Deutschen Übersetzerfonds
- 2015: Teilnahme am Poetencamp Mecklenburg-Vorpommern